# ファブリー病
ファブリー病（ファブリーびょう、英: Fabry disease）は、ファブリ病とも呼ばれる、ライソゾーム病（指定難病19）の一つ。細胞内リソソーム（ライソゾーム）酵素の1つであるα-ガラクトシダーゼ A(α-gal A、α-Gal A)の欠損・もしくは酵素活性の低下して生じる伴性劣性遺伝の疾患で、細胞内の糖脂質代謝異常が起こる。X連鎖遺伝形式ゆえに患者のほとんどは男性だが、女性でも発症することがある。幼児期に手足の鋭い痛み、無汗、臀部や陰部の発疹などの症状により発見される場合があるが、発見が遅れたり適切な治療が行われないと青年期から中年期になり、腎症状、心症状、脳の症状が出現し重症化する。

## 概要
ファブリー病は1898年にドイツ人皮膚科医のヨハネス・ファブリー（Johannes Fabry）とイギリス人外科医のウィリアム・アンダーソン（William Anderson）により別々に、「びまん性体幹皮角血管腫」として報告された。ライソゾーム内の遺伝的水解酵素の欠損又はライソゾームの機能障害を来す遺伝子の異常により発症するので、先天代謝異常疾患の総称である「ライソゾーム病」として特定疾患に指定された（指定難病19）。
α-ガラクトシダーゼ A酵素の欠損により、細胞内糖脂質「GL-3(グロボトリアオシルセラミド、セラミドトリヘキソシド; CTH)」が蓄積するため、進行的な組織障害が起こり、多彩な臨床症状を呈する。
日本でのファブリー病の有病率は7000人に1人である。欧米では4万人に1人とされる。
徴候や症状は様々であり、病気の進行も個体差がある。小児期の診断は困難で、患者多くが成人期に心臓、腎臓の異常をきっかけに診断されている。

## 病型

### 男性

#### 古典型
ヨハネス・ファブリーが報告した古典的ファブリー病を指す。α-ガラクトシダーゼの酵素活性は通常1%以下に低下している。4－8歳で発症し、平均死亡年齢は41歳である。被角血管腫・四肢末端痛・発汗低下・角膜混濁などが高率で観察される。

#### 遅発型
成人期以降に心機能障害で発症する心亜型や腎障害で発症する腎亜型、脳神経症状で発症するCNS亜型がある。心型亜型では、主に心臓の筋肉に糖脂質が溜まり、心肥大・拡張型心筋心筋症となり、心不全や不整脈をおこす。心ファブリー病とも呼ばれ、40歳前後より発症する。平均死亡年齢は60歳以上とされる。腎亜型は25歳前後に発症する。腎亜型や心亜型では被角血管腫・四肢末端痛・発汗低下・角膜混濁などは観察されないことが多い。α-ガラクトシダーゼの酵素活性は5-10%以下に低下している。

### 女性

#### ヘテロ型
男性患者と同様に腎不全や脳梗塞など重篤な症状を示す人から、ほとんど症状を示さない人まで様々であるが、年齢が進むと多くの人に何らかの臓器障害臓器障害（心臓、腎臓、神経など）が出現する。初発年齢も6－60歳まで様々である。α-ガラクトシダーゼの酵素活性は正常-軽度低下。診断される年齢の中央値は41歳。

## 症状

### 腎臓
- 腎機能障害(蛋白尿)[4]。古典型では若年より腎不全に至る[9]。

### 心臓
- 心筋肥大、不整脈、狭心症、弁膜症、高血圧症[2][4]

### 神経
- 脳卒中[8]、聴覚低下、四肢疼痛、うつ症状[4]>

### 眼
- 角膜混濁[4]

### 皮膚
- 被角血管腫、低・無汗症[4]

### 消化器
- 胃腸障害[2][4]

## 診断
伴性劣勢遺伝のため男性の家族歴の聴取が重要である。個別にはファブリー病特有の各臓器の症状と酵素活性検査や遺伝子検査により診断する。血中・尿中のα-ガラクトシダーゼ A(α-gal A)活性を測定し、欠損または低下を確認する。女性患者は酵素活性が大きく低下しないケースがあり、生化学的検査だけでは確定診断に至らない場合もあるので、遺伝子診断を併用する。後述の経口投与薬を用いる場合、遺伝子診断は必須となる。
障害が予想される臓器(皮膚、腎臓、心臓など)の生検組織を採取し光学顕微鏡・電子顕微鏡で組織異常の有無を確認する。腎臓では微細空胞化した糸球体上皮の腫大や糸球体の巣状分節性硬化、細動脈内皮細胞の増殖や中膜のPAS陽性物質の沈着が、電顕では尿細管や細小動脈のスフィンゴ脂質(GL-3)の沈着が観察される。

## 治療

### 酵素補充療法（ERT)
α-ガラクトシダーゼ(α-GAL)を補充することで、臓器障害の進行抑制が得られる。日本で承認されている遺伝子組換え製剤は2種類ある。1回体重1kgあたり0.2mgを隔週、点滴静注する。8歳から治療可能。
- アガルシダーゼ アルファ（リプレガル）
- アガルシダーゼ ベータ（ファブラザイム、BS）

※酵素補充療法は臓器障害が既に進行している場合には治療効果が期待できない。心不全や腎不全に陥った場合は、心臓ペースメーカーやバイパス手術、血液透析、腎移植などが必要となる。

### 経口投与薬
スフィンゴ糖脂質の末端ガラクトースの類似体を投与することで、変異型α-Gal Aに結合、立体構造の安定性を増し、α-Gal Aのリソソームへの適切な輸送を促進し、リソソームにおけるα-Gal A活性を上昇させる薬理学的シャペロンとして作用する。世界初の経口投与薬は、日本で2018年5月30日に発売となった。16歳以上が治療可能で、GFRの検査が必要となり、酵素補充療法中止後2週間後から服用ができ、妊娠を希望する女性に対しては、服用開始後数年は妊娠できないことを説明する必要がある。
- ミガーラスタット（英語版）（ガラフォルド）
  - 適応はミガーラスタットに反応性のあるGLA遺伝子変異を伴うファブリー病。採血、遺伝子検査[13] を行い、「ガラフォルドに反応性のあるGLA変異一覧表」[14] に掲載されたGLA変異が対象となる
  - 販売名は、α-Gal酵素の折りたたみ（fold）構造を矯正するというメカニズムに由来[15]
  - 隔日投与で、1回投与量の薬価は142,662.1円。
  - 日本法人が2016年11月に設立したAmicus Therapeutics（英語版）社にとって第1号製品でもある[16]。

### LDLアフェレーシス
血中のGL-3の2/3が血漿中のLDLコレステロール分画に含まれることより、血液透析中にLDLアフェレーシスを行うことにより蓄積したGL-3を除去することが出来る。1回のLDLアフェレーシスにより3-5mgのGL-3を除去することが可能であり、LDLアフェレーシスの前後では血漿GL-3濃度は40%低下し、週3回のLDLアフェレーシスを続けることにより血漿GL-3濃度は正常域を保つことが可能となる。しかし月数度の実施では効果は無いとされる。

### 対症療法
症状を緩和させる。
- 疼痛 - ジフェニルビダントイン（フェニトイン）、カルバマゼピン
- 伝導障害 - 抗不整脈薬
- 腎障害 - ACE（アンジオテンシン変換酵素）阻害薬、ARB（アンジオテンシンll受容体拮抗薬）
- 末期腎不全 - 腎移植、血液透析

消化器症状、中枢神経症状に対して、症状にあわせて薬物療法が行われる。